# Aleksander Klumberg
Aleksander Klumberg, dal 1936 Kolmpere (17 aprile 1899 – 10 febbraio 1958), è stato un multiplista estone.

## Biografia
Prima di darsi all'atletica leggera, ha anche disputato il bandy a livelli nazionali in Estonia. Tra il 1918 e il 1919 ha combattuto nella guerra d'indipendenza estone.
È stato il primo detentore del record mondiale del decathlon maschile, segnato nel 1922 e superato due anni dopo dallo statunitense Harold Osborn. Ha conquistato una medaglia di bronzo olimpica a Parigi nel 1924.
Negli anni successivi ha lavorato come istruttore di educazione fisica soprattutto nell'ambito militare. Ha anche allenato la nazionale estone e quella polacca di atletica leggera.
Nel 1944 è stato arrestato dall'NKVD e detenuto in un campo dell'Est della Russia fino al 1956. 

## Palmarès

### Olimpiadi
- Bronzo a Parigi 1924 nel decathlon.